# أليماو (لاعب كرة قدم مواليد 2002)
أليماو هو لاعب كرة قدم برازيلي، ولد في 10 يونيو 2002.